# Vichai Srivaddhanaprabha
Vichai Srivaddhanaprabha (en tailandès วิชัย ศรีวัฒนประภา), abans conegut com a Vichai Raksriaksorn (วิชัย รักศรีอักษร) (Tailàndia, 4 d'abril de 1958 - Leicester, 27 d'octubre de 2018) va ser un empresari multimilionari tailandès, conegut principalment per ser el fundador i director de l'empresa King Power Duty Free.

## Biografia
Srivaddhanaprabha va néixer en una família tailandesa d'origen xinès. Fou el fundador i dirigent de l'empresa King Power Duty Free, operadora de botigues duty-free. El desembre de 2009 l'empresa King Power va rebre la Reial Ordre de Nomenament de part del rei de Tailàndia en una cerimònia on hi assistí Raksriaksorn. Segons la revista Forbes va ser el novè individu més ric del seu país.
Vichai va comprar el Leicester City, un equip de futbol anglès, l'agost de 2010, després d'haver signat un acord de patrocini amb el club pels següents tres anys. El 10 de febrer de 2011 va ser nomenat com el nou president del Leicester City, a més de ser-ne el propietari. Va nomenar el seu fill, Aiyawatt Srivaddhanaprabha, com a vicepresident.
A nivell personal, l'empresari tailandès es va casar, matrimoni amb el qual va tenir quatre fills. El febrer de 2013, la família va rebre el cognom Srivaddhanaprabha de part del rei tailandès. "És el més gran honor de la nostra família rebre aquest cognom de la reialesa", digué. "El cognom 'Srivaddhanaprabha' aglutina atributs positius a la indústria i aporta prosperitat a la nostra família. Actualment hem canviat oficialment el nostre cognom, des que fou publicat a la Gaseta Reial".

## Mort
El 27 d'octubre del 2018, després d'assistir al partit de la Premier League que enfrontava al Leicester City FC, club del qual era propietari, contra el West Ham United FC, va patir un accident amb el seu helicòpter que acabà amb la seva vida i la de la resta de passatgers. L'endemà el club confirmà la seva mort.